# Stazione di Hodogaya
La Stazione di Hodogaya (保土ケ谷駅?, Hodogaya-eki) è una stazione ferroviaria della città giapponese di Yokohama, nella prefettura di Kanagawa. Si trova nel quartiere di Hodogaya-ku ed è servita dalle linee Shōnan-Shinjuku e Yokosuka della JR East. Lungo la stazione passa anche la Linea principale Tōkaidō, ma non essendo presenti le banchine, i treni non vi fermano.

## Linee
- East Japan Railway Company
  - ■ Linea Shōnan-Shinjuku
  - ■ Linea Yokosuka

## Struttura
La stazione JR di Hodogaya è costituita dal piano del ferro al livello della strada, con un fabbricato viaggiatori posizionato sopra di essi. È presente una banchina a isola centrale con due binari condivisi dalle due linee.
| 1 | ■ Linea Yokosuka        |  | per Yokohama, Tokyo, Chiba e Aeroporto Narita   |
| 1 | ■ Linea Shōnan-Shinjuku |  | per Yokohama, Shibuya, Shinjuku e Ōmiya         |
| 2 | ■ Linea Yokosuka        |  | per Ōfuna, Zushi, Kamakura, Yokosuka e Kurihama |
| 2 | ■ Linea Shōnan-Shinjuku |  | Linea Yokosuka per Zushi                        |

## Stazioni adiacenti
| «                                      | Servizio       | »               |
| Linea Yokosuka                         | Linea Yokosuka | Linea Yokosuka  |
| -------------------------------------- | -------------- | --------------- |
| Yokohama                               | Locale         | Higashi-Totsuka |
| Linea Shōnan-Shinjuku                  |                |                 |
| Yokohama                               | Locale         | Higashi-        |
| Il Rapido e il R. Speciale non fermano |                |                 |